# UCI Oceania Tour 2023
Die UCI Oceania Tour 2023 war die 19. Austragung einer Serie von Straßenradrennen auf dem australischen Kontinent, die zwischen dem 11. und 21. Januar 2023 stattfand. Die UCI Oceania Tour ist Teil der UCI Continental Circuits und liegt von ihrer Wertigkeit unterhalb der UCI ProSeries und der UCI WorldTour.
Die Rennserie umfasste 1 Etappenrennen und 1 Eintagesrennen, die in die UCI-Kategorien eingeteilt wurden.

## Rennen
| Datum                 | Land | Rennen                    | Klasse | Sieger     | Team                       |
| --------------------- | ---- | ------------------------- | ------ | ---------- | -------------------------- |
| 11. – 15. Januar 2023 | NZL  | New Zealand Cycle Classic | 2.2    | James Oram | Neuseeland                 |
| 21. Januar 2023       | NZL  | Gravel and Tar Classic    | 1.2    | Ben Oliver | MITOQ - NZ Cycling Project |

## Gesamtwertung
| Platz | Fahrer           | Nation     | Team                | Punkte  |
| ----- | ---------------- | ---------- | ------------------- | ------- |
| 1.    | Kaden Groves     | Australien | Alpecin-Deceuninck  | 2043,25 |
| 2.    | Jai Hindley      | Australien | Bora-Hansgrohe      | 1652    |
| 3.    | Michael Matthews | Australien | Team Jayco-AlUla    | 1433,62 |
| 4.    | Ben O’Connor     | Australien | AG2R Citroen Team   | 1397    |
| 5.    | Corbin Strong    | Neuseeland | Israel-Premier Tech | 1184    |

| Platz | Team | Nation | Punkte |
| ----- | ---- | ------ | ------ |
| 1.    |      |        |        |
| 2.    |      |        |        |
| 3.    |      |        |        |
| 4.    |      |        |        |
| 5.    |      |        |        |

| Platz | Nation     | Punkte  |
| ----- | ---------- | ------- |
| 1.    | Australien | 10074,2 |
| 2.    | Neuseeland | 3567,05 |